# Mathias Ranégie
Mathias Ranégie (Göteborg, 14 juni 1984) is een Zweedse profvoetballer die bij voorkeur centraal in de aanval speelt.

## Carrière
Ranégie begon met voetballen bij de Zweedse club Masthuggets BK. Op veertienjarige leeftijd verhuisde hij naar Frankrijk, waar hij voor Levallois SC ging spelen. Toen Ranégie terugkeerde naar Zweden ging hij voetballen voor Majornas IK, waar hij ook voor het eerste elftal speelde. In 2006 verhuisde de toen 22-jarige spits naar Lärje-Angereds IF, dat toen uitkwam in Divison 2, een van de laagste divisies in Zweden. Ranégie trok er de aandacht van IFK Göteborg, dat hem naar de hoogste divisie van het land haalde. Hij brak er nooit door. Göteborg verhuurde hem na een jaar aan Go Ahead Eagles. Na vijf wedstrijden in Nederland keerde Ranégie echter terug naar Zweden.

### BK Hacken
Ranégie kwam in 2009 terecht bij BK Häcken. In zijn eerste seizoen voor de club speelde hij 29 wedstrijden, waarin hij zes keer scoorde. Zijn ploeg behaalde de plaats in de Allsvenskan dat jaar. In het volgende seizoen scoorde Ranégie twaalf keer, waarmee hij derde werd op de nationale topscorerslijst. Halverwege zijn derde seizoen voor Häcken Ranegie op achttien goals na 22 wedstrijden.

### Malmo FF
Vlak voor het verstrijken van de transfermarkt op 30 augustus 2011 verkaste Ranegie naar Malmö FF. Ondanks het onbekend blijven van het exacte transferbedrag, zou het om een van de duurste transfers gaan in de Zweedse voetbalhistorie. Hij sloot het seizoen af als nationaal topscorer.

### Udinese
Op 31 augustus 2012 tekende Ranegie een vijfjarig contract bij Udinese Calcio.

### Engeland
Hij tekende in januari 2014 een contract voor 3,5 jaar bij Watford, dat hem overnam van Udinese. Watford verhuurde hem in augustus 2014 voor een half jaar aan Millwall. In februari 2015 werd hij verhuurd aan Dalian Aerbin uit China. Sinds februari 2016 komt hij op huurbasis van Watford voor Djurgardens IF uit. In 2017 speelde hij op huurbasis voor Udinese.

### BK Hacken en Syrianska FC
Nadat zijn contract bij Watford medio 2017 afliep, ging hij tot het einde van het jaar voor BK Hacken spelen. In maart 2018 ging hij naar Syrianska FC.